# Ancienne église de Paimpol
L'ancienne église de Paimpol aussi dénommée Vieille tour est située sur la commune du Paimpol en France.

## Localisation
L'église est située sur la commune du Paimpol dans le département des Côtes-d'Armor, dans la région Bretagne.

## Description
De l'ancienne église paroissiale, détruite au début du XXe siècle, ne subsiste qu'une tour-clocher datant de 1784. Le soubassement, jusqu'à la flèche, est une construction en pierre de taille, à base carrée, percée de baies en plein cintre à bandeaux unis sur deux faces, et flanquée sur les deux autres de tourelles d'escalier. La tour est couronnée par une galerie ajourée. La flèche octogonale est également en pierre.

## Historique
La tour-clocher est classée au titre des monuments historiques par arrêté du 19 juin 1916.

## Galerie

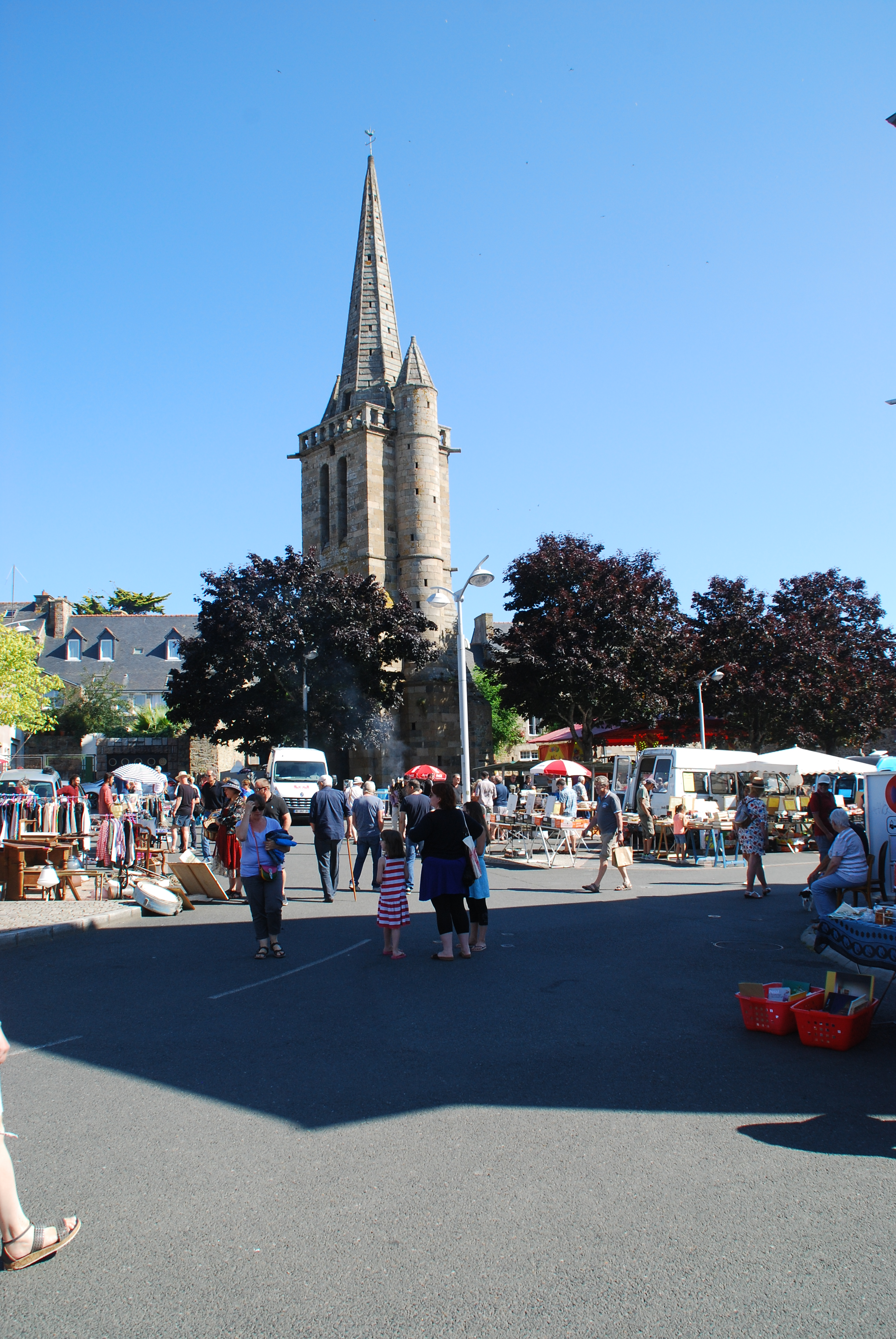
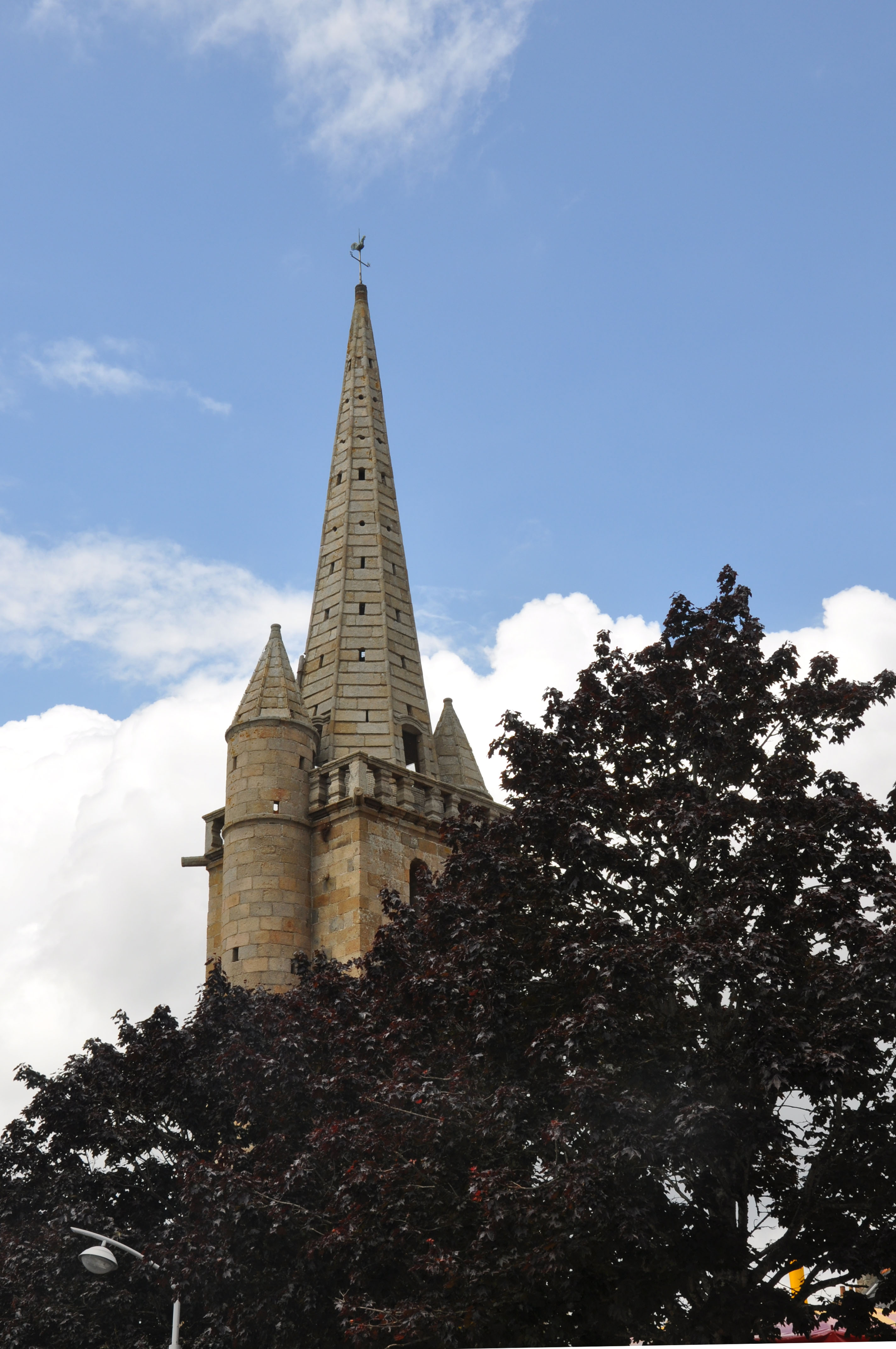
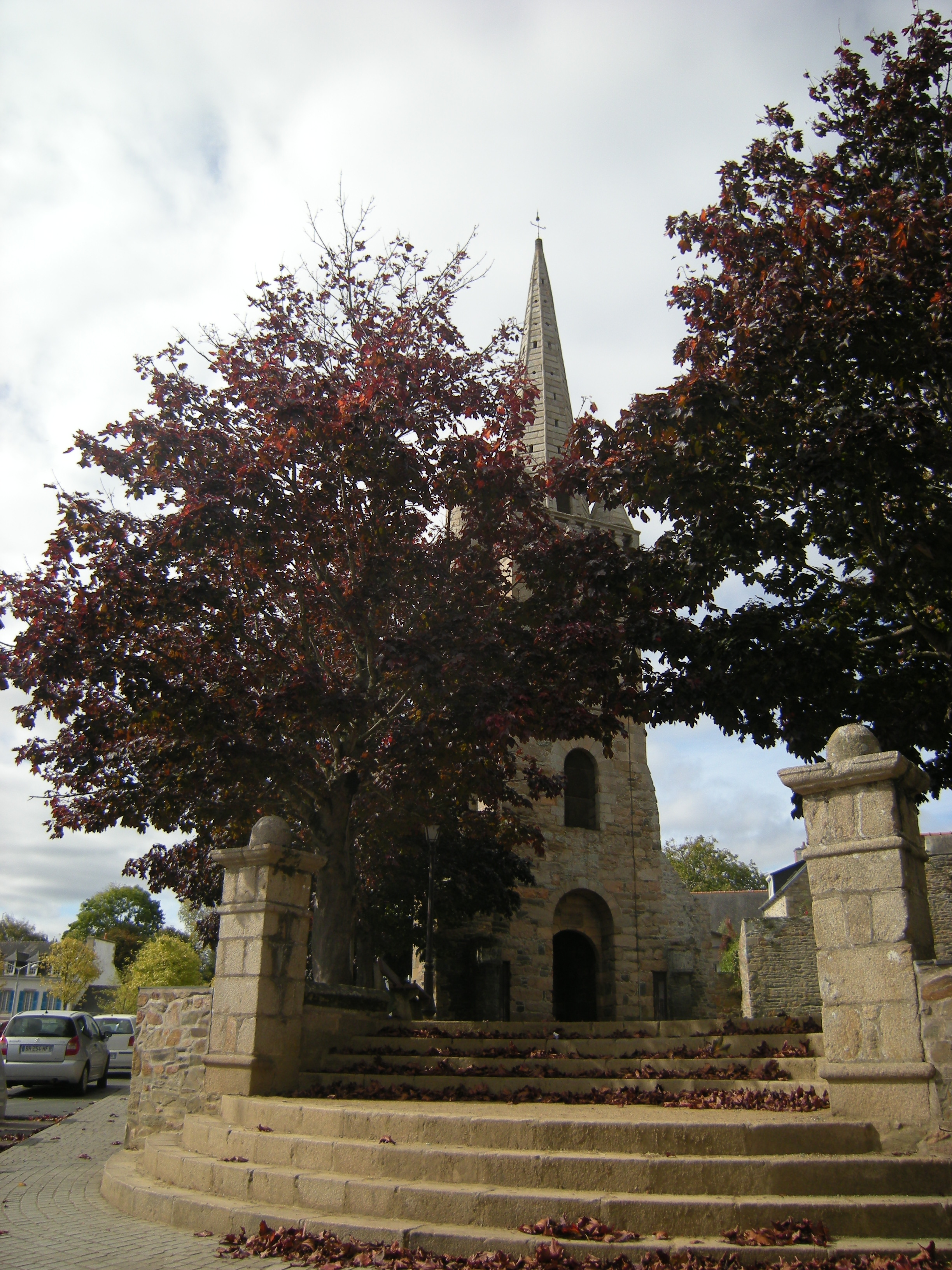
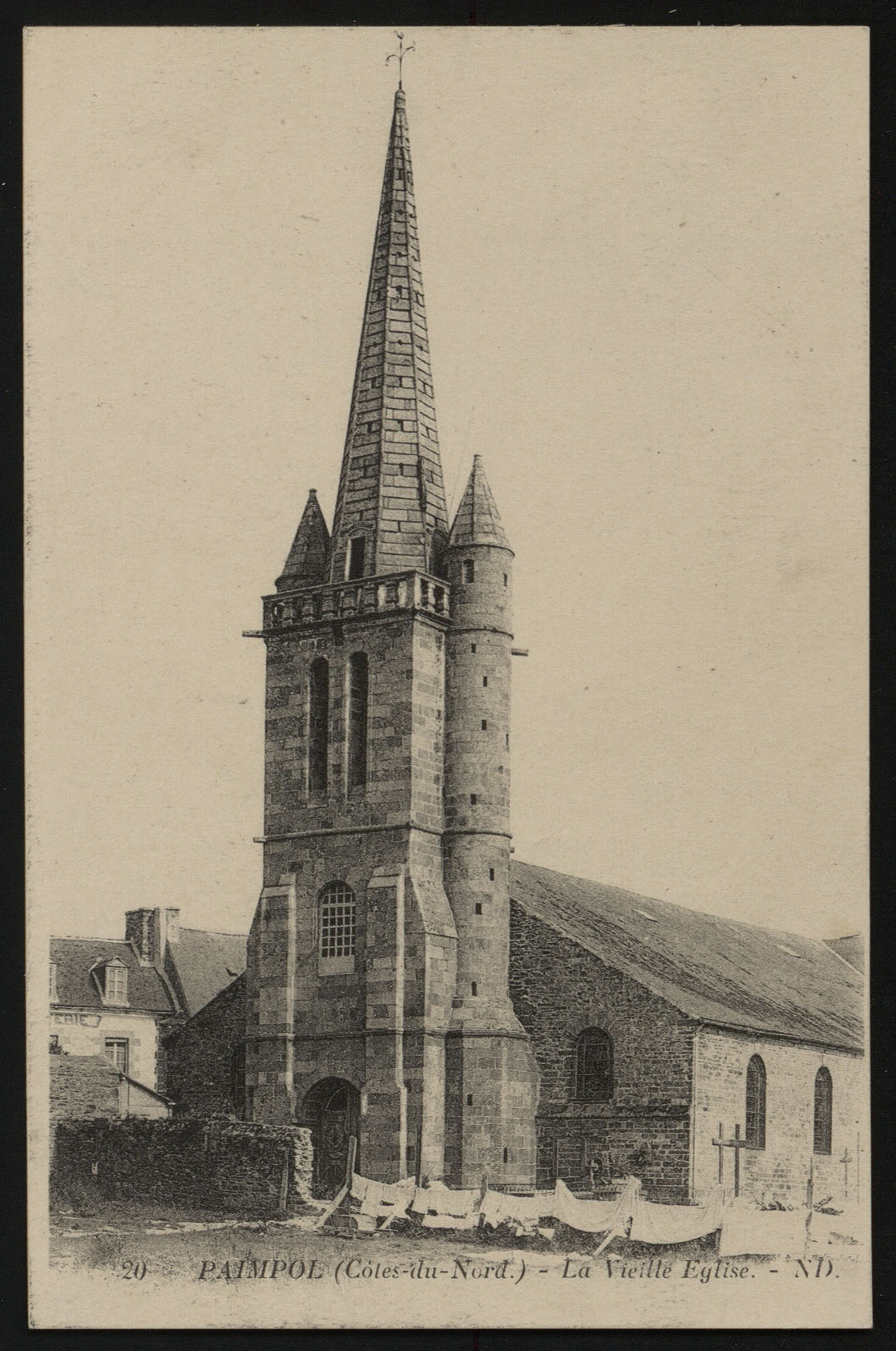
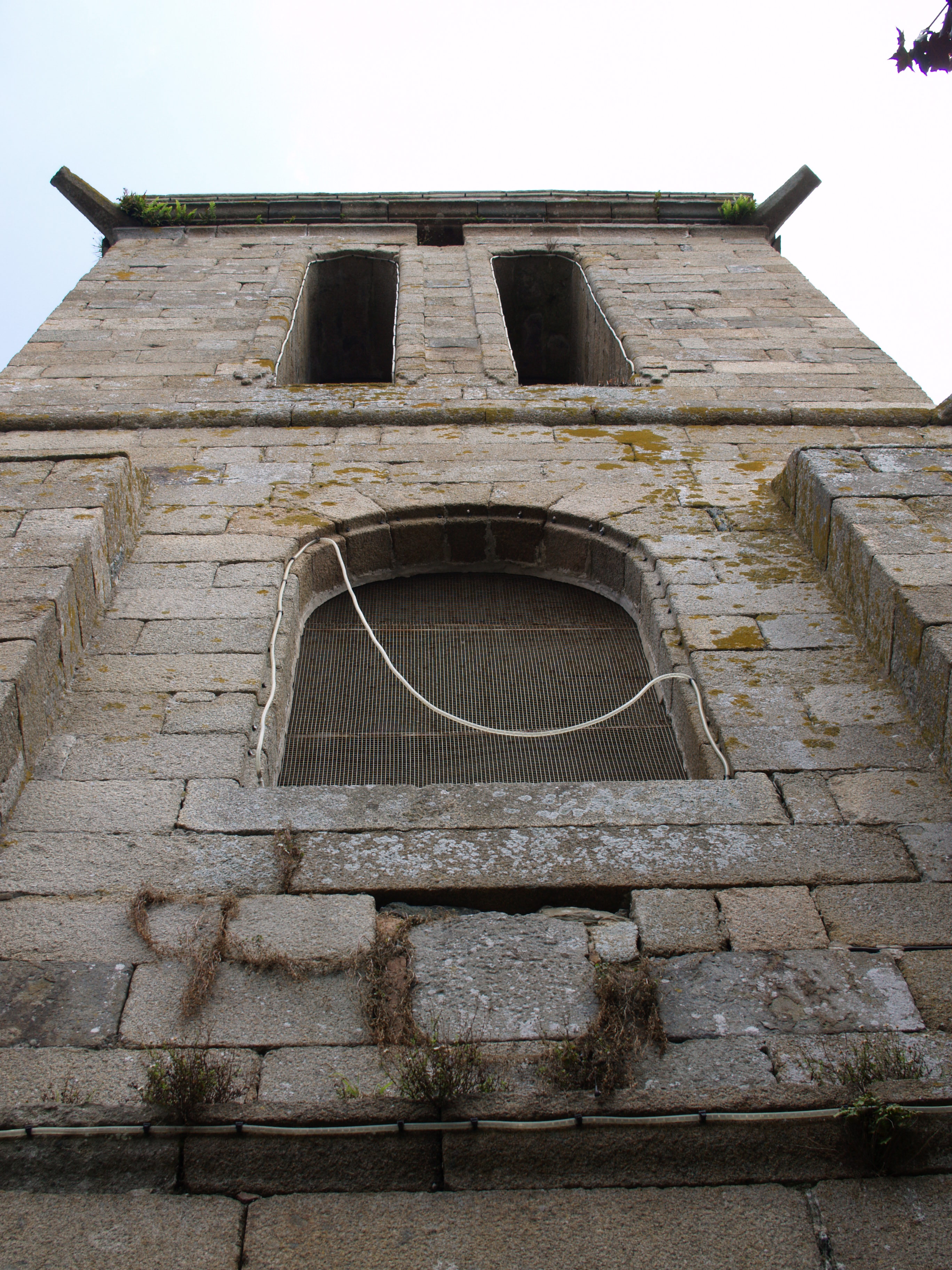
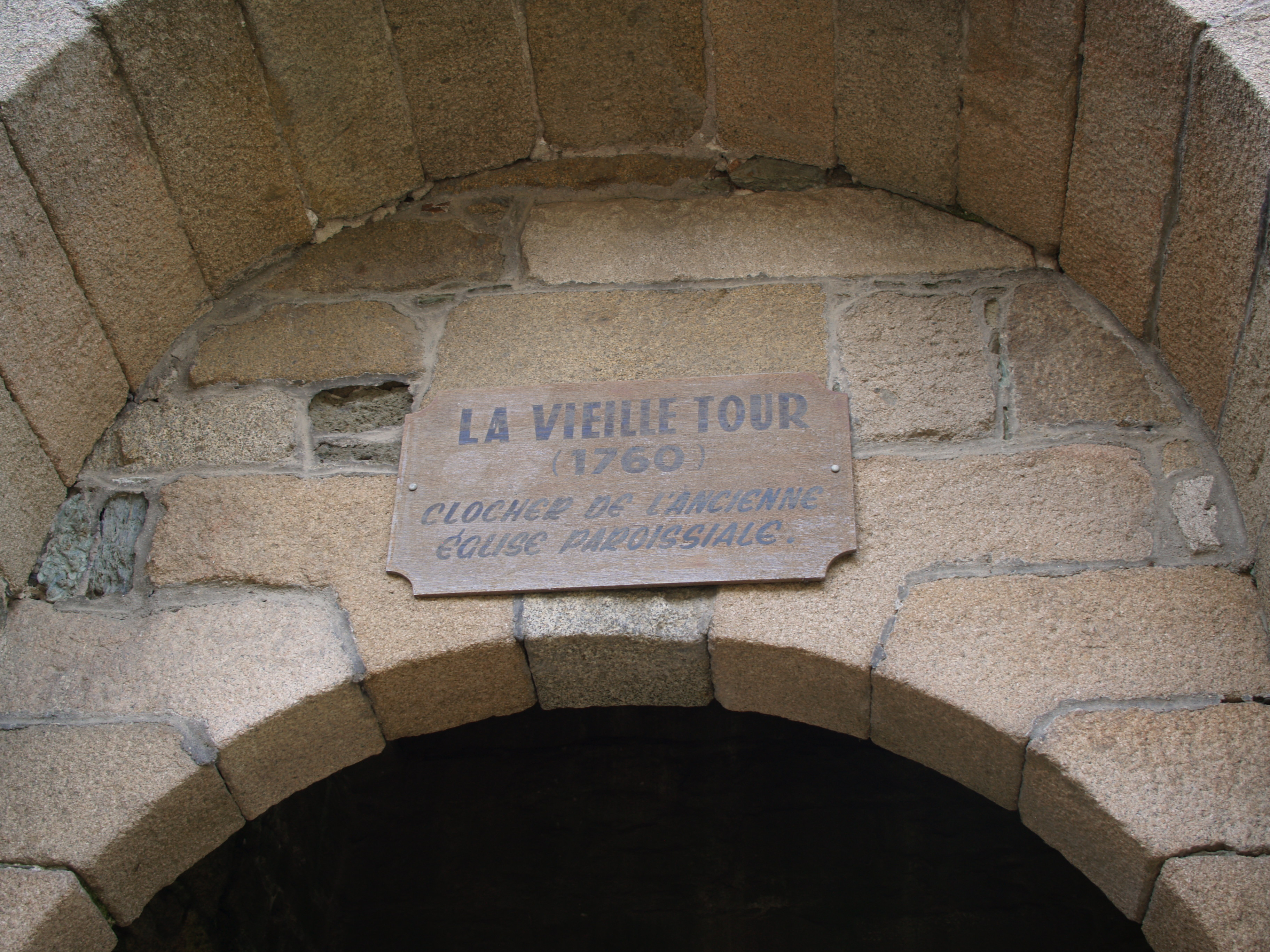